# Geneanet
Geneanet (Schreibweise bis Anfang 2014 GeneaNet) ist ein Unternehmen mit Sitz in Paris, welches die gleichnamige Genealogie-Website betreibt. Die Plattform wurde im  Jahr 1996 von Jacques Le Marois, Jérôme Abela und Julien Cassaigne gegründet und anfangs von Freiwilligen betrieben. 1999 gründete man eine Aktiengesellschaft, um über mehr Ressourcen verfügen und die Dienste weiter ausbauen zu können. Genutzt wird die Genealogie-Software GeneWeb.
Geneanet ist der einzige große Anbieter eines Genealogie-Portals in Europa. Zentrales Motto von Geneanet ist: "Geneanet respektiert die Genealogen: Sie sind und bleiben Eigentümer ihres Stammbaums und der Dokumente die Sie auf Geneanet geteilt haben." Damit betont Geneanet den Unterschied zu Anbietern, bei denen auch die Recherche in Daten, die von anderen Familienforschern veröffentlicht wurden, nur mit einem kostenpflichtigen Abonnement möglich ist. Man braucht dafür, und um selbst Daten zu veröffentlichen, nur ein kostenfreies Benutzerkonto. Die ursprünglich ausschließlich durch Werbeeinblendungen finanzierte Webplattform musste bereits 2001 aus Wettbewerbsgründen ein kostenpflichtiges „Privileg“-Angebot ohne Werbeeinblendungen schaffen. Seit Anfang 2017 wird ein kostenpflichtiges Premium-Abonnement mit der Möglichkeit zur Nutzung von zusätzlichen Service-Recherche-Tools und Archivdaten angeboten.
Seit Anfang 2020 bot Geneanet auch die Möglichkeit an, genealogische DNA-Daten aus Analysen anderer Anbieter hochzuladen; derartige Analysen sind in Frankreich verboten. Zum Ende des Jahres 2023 wurde dieser Dienst eingestellt.
Im August 2021 wurde das Unternehmen von Ancestry.com übernommen. In einer Blog-Mitteilung betont Geneanet, dass Geneanet eine eigenständige Website bleibt und für die Nutzer der Plattform keine Nachteile entstehen, insbesondere die bisher frei verfügbaren Daten und Kontaktmöglichkeiten weiterhin frei verfügbar bleiben. Durch die Verbindung mit Ancestry bekommen die Geneanet-Nutzer allerdings Zugang zu weiteren Archivdaten aus Frankreich, und umgekehrt finden die Ancestry-Nutzer auch diese frei verfügbaren, von den Geneanet-Nutzern veröffentlichten genealogischen Daten.
Das Projekt umfasste mit Stand vom Oktober 2021 mehr als vier Millionen Nutzer und mehr als sieben Milliarden Personen in Stammbäumen. Neben Französisch bietet die Sprachauswahl der Plattform den Nutzern Deutsch, Englisch, Finnisch, Italienisch, Niederländisch, Norwegisch, Portugiesisch, Schwedisch und Spanisch an (Stand Juli 2018).